# Демократический республиканский союз
Демократический республиканский союз (исп. Unión Republicana Democrática, URD) — центристская политическая партия Венесуэлы, основанная 18 декабря 1945 года как революционная, демократическая и либеральная. Официальный цвет — жёлтый. Девиз — «За землю, хлеб и свободу» (исп. Por pan, tierra y libertad).

## Идеология
После смерти в 1935 году президента Хуана Висенте Гомеса, 27 лет единолично управлявший Венесуэлой, новый президент Элеасар Лопес Контрерас начинает процесс постепенной демократизации. Его преемник Исайас Медина Ангарита продолжил политику своего предшественника, в частности, разрешил создавать новые партии. После его свержения в 1945 году процесс демократизации резко ускоряется, как и формирование новой партийной системы. Именно в годы правления Контрерас и Медины Ангариты в Венесуэле оформляются три основных течения: консервативное, радикальное и умеренное. Последняя группа представляла из себя приверженцев политического либерализма, в то же время в экономических вопросах венесуэльские либералы были сторонниками дирижизма — политики активного вмешательства государства в управление экономикой. Представители этой группе в 1945 году создадут Демократической республиканский союз, ведущую либеральную партию Венесуэлы в 1940-х—1960-х годах.
Иидеология Демократического республиканского союза была определена в ходе 1-го Национального конвента, состоявшегося в Каракасе 28 февраля 1947 года. Согласно решениям Конвента ДРС был создан как партия демократическая, националистическая, народная и революционная, стремящаяся к достижению законными средствами высокого благосостояния нации и граждан, что, по мнению идеологов партии, противоречит практике венесуэльских латифундистов и международных империалистов. На момент своего основания партия определяла саму себя в качестве левоцентристской, но не марксистской или социал-демократической.

## История

### Ранние годы
После свержения 18 октября 1945 года авторитарного президента-генерала Исайаса Медина Ангарита и прихода к власти Революционной правительственной хунты Ромуло Бетанкура, лидера партии Демократическое действие, в Венесуэле начинается процесс демократизации. Правящая партия, Венесуэльская демократическая (исп. Partido Democrático Venezolano), была запрещена новыми властями. После этого в стране реально существовало всего две крупные политические партии: социал-демократическое Демократическое действие (ДД) и Коммунистическая партия Венесуэлы (КПВ). Ряд деятелей к тому времени уже фактически распавшейся Национальной демократической партии (исп. Partido Democrático Nacional), некогда объединявшей большую часть некоммунистической венесуэльской оппозиции военному режиму Хуана Висенте Гомеса, не пожелавшие присоединяться к слишком левым для них ДД и КПВ, решили основать центристскую партию. К ним присоединились часть членов позитивистского крыла запрещённой Национальной демократической партии
18 декабря 1945 года врач-фтизиатр Элиас Торо, врач, историк и публицист Исааком Х. Пардо, журналист Фабрицио Охеда, Хесус Леопольдо Санчес, Андрес Отеро и Амилькар Плаза основали либеральную партию, названную ими Демократический республиканский союз. В марте 1946 года лидером партии стал юрист и политик Ховита Вильяальба.
В октябре 1946 года ДРС принял участие в первых для себя выборах, в Конституционную ассамблею. На них заняла четвёртое место, получив 3,55 %, партия и оставшись без мандатов. В 1947 году ДРС не стал выдвигать своего кандидата в президенты, зато на выборах в Национальный Конгресс занял третье место, получив 4,34 % голосов избирателей, что обеспечило партии 4 места в Палате депутатов и одно в Сенате.
ДРС, как и другие политические партии страны, критически относился к действиям Демократического действия, обвиняя правящую партию в склонности к сектантству и гегемонии. 22 декабря 1948 года, через месяц после переворота, в результате которого к власти пришла военная хунта, Национальный совет ДРС выступил с заявлением, в котором было сказано, что переворот 1948 года берёт своё начало в перевороте 1945 года.

### ДРС и хунта Переса Хименеса
Военная хунта, свергнувшая демократически избранного президента Ромуло Гальегоса, запретила деятельность Демократического действия и Компартии. В то же время, военные позволили двум другим основным партиям, центристскому ДРС и социал-христианской КОПЕЙ продолжать свою деятельность, хотя и с некоторыми ограничениями. В 1952 году, усиление давления как внутреннего, так и международного, заставило военные власти Венесуэлы объявить о проведении выборов в Конституционную ассамблею. К ним были допущены проправительственный Независимый избирательный фронт (исп. Frente Electoral Independiente, FEI), а также обе ведущие партии легальной оппозиции, ДРС и КОПЕЙ. Руководство партии рассматривало вариант бойкота выборов, но в конечном счёте решило принять участие в них.
Оппозиции, ДРС во главе с Ховито Вильяльба и КОПЕЙ во главе с Рафаэлем Кальдера, пришлось представить правительству подробную информацию о деятельности своих партий, в том числе об организуемых при их участии мероприятиях, списках членов и партийных финансах. Кроме того, освещение в прессе предвыборных кампаний обеих партий было подвергнуто строжайшей цензуре. Всё же, режим пошёл на некоторые послабления, в частности, позволив ДРС в преддверии выборов, 17 ноября 1952 года, провести первый в Венесуэле после переворота политический массовый митинг.
Первые результаты голосования преподнесли хунте неприятный сюрприз. Уже после подсчёта примерно трети голосов выяснилось, что победу одерживает оппозиция. Так, в поддержку ДРС было отдано 147 065 голосов избирателей, в то время как за проправительственную партию проголосовало приблизительно 50 000 человек. После этого глава военной хунты Перес Хименес запретил дальнейшее освещение в прессе подсчёта голосов. Окончательные результаты выборов были объявлены 2 декабря. Согласно данным Избирательного совета Независимый избирательный фронт (НИФ) получил 788 086 голосов, за ДРС проголосовали 638 336 избирателей, а за КОПЕЙ 300 309 человек. Лидеры Демократического действия в изгнании заявили, что ДРС и КОПЕЙ вместе собрали 1,6 из 1,8 млн голосов, что означало получение ими 87 мест в Ассамблее из 103. Неофициальные результаты, опубликованные Армандо Велосом Мансера, показали, что за ДРС проголосовали около 1 198 000 избирателей, за НИФ — 403 000, за КОПЕЙ — 306 000. Некоторые детали в официальных результатах голосования на уровне штатов свидетельствуют о мошенничестве при распределении мест. В некоторых штатах ДРС имел право на одно из двух мест на основании своей доли голосов, но не получил ни одного.
Воспользовавшись тем что ДРС и КОПЕЙ в знак протеста против фальсификации итогов голосования бойкотировали первое заседание Конституционной ассамблеи 9 января 1953 года, депутаты от НИФ ратифицировали результаты выборов и избрали Переса Хименеса президентом Венесуэлы. Позднее Ассамблея разработала новую конституцию, которая была обнародована в апреле 1953 года. Затем начинается период преследования лидеров ДРС, часть из них были заключены в тюрьму, некоторым, в частности, Вильяальбе и Марио Брисеньо Ирагорри пришлось покинуть Венесуэлу.
В 1957 году для борьбы с диктатурой Переса Хименеса ДРС вместе с ДД, КОПЕЙ и КПВ создают Патриотическую хунту (исп. Junta Patriótica). 21 января 1958 года оппозиция начинает всеобщую забастовк. 22 января 22 высших офицера венесуэльской армии Военную правительственную хунту и призвали к отставке Переса Хименеса. 23 января диктатор, оставшись без поддержки Вооружённых сил, бежал в Доминиканскую республику. Власть в стране перешла к Временному правительству во главе с контр-адмиралом Вольфгангом Ларрасабалем Угуэто.

### Восстановление демократии
31 октября 1958 года, в преддверии первых за последние 10 лет свободных выборов, три ведущие партии Венесуэлы, Демократическое действие, Демократический республиканский союз и КОПЕЙ заключили пакт Пунто-Фихо, получивший своё название по городу в котором он был подписан. Целью межпартийного соглашения стало достижение устойчивости воссозданной в стране демократии через равное участие всех сторон пакта в работе правительства.
На первых после падения диктатуры всеобщих выборах, прошедших 7 декабря 1958 года, ДРС вывдинула в президенты кандидатуру контр-адмирала Вольфганга Ларрасабаля, который для участия в выборах оставил пост главы Временной правительственной хунты. В результате президентом стал лидер ДД Ромуло Бетанкур, а кандидат либералов занял второе место, набрав 34,61 %. На выборах в Конгресс партия также заняла второе место, получив 26,80 % голосов, что позволило ей завоевать 30 мест в Палате депутатов из 132 и 10 мест в Сенате из 51.

### 1960-е годы
Возврат к гражданскому правлению и демократическим выборам не принёс Венесуэле гражданского согласия. Во многом конфликты были спровоцированы внешней политикой президента Бетанкура, в том числе его поддержкой санкций против Кубы и её исключения из Организации американских государств (ОАГ). В то время как Бетанкур, известный своим антикоммунизмом, ориентировался на США, либералы и левые в большинстве своём сочувственно относились к кубинскому лидеру Фиделю Кастро и выражали недовольство вмешательством Вашингтона во внутренние дела страны. Результатом этого противостояния стали два раскола правящего Демократического действия подряд, несколько попыток убить президента Бетанкура или свергнуть его вооружённым путём, которые вылились в полномасштабную гражданскую войну, сопровождавшуюся партизанскими действиями в сельской местности и террористическими актами, в том числе похищениями людей, в городах. К партизанам, ведшим вооружённую борьбу против правительства, примкнули и часть радикально настроенных членов ДРС во главе с депутатом Конгресса Фабрисио Охеда
В 1962 году руководство ДРС объявило о выходе из пакта Пунто-Фихо.
Всеобщие выборы 1963 года проходили в условиях народных волнений и партизанских акций. Политический ландшафт Венесуэлы значительно изменился. Правящее Демократическое действие, хоть и осталось самой популярной партией страны, но уже не могла рассчитывать на сохранение своей безусловной гегемонии. Так что хотя партия Бетанкура вновь одержала победу на выборах, она уже не была столь впечатляющей как ранее. Изменения затронули и ДРС. Популярный в Венесуэле контр-адмирал Вольфганг Ларрасабаль вновь принял участие в выборах, но от новой партии Народная демократическая сила (исп. Fuerza Democrática Popular), созданной группой бывших членов ДД. Артуро Услар Пьетри, один из самых известных в стране интеллектуалов, писатель, критик, социолог, педагог и государственный деятель, избранный в 1958 году сенатором от ДРС, покинул партию и также выставил свою кандидатуру на президентских выборах, получив поддержку новой правоконсервативной партии Независимые за Национальный фронт (англ. Independientes Pro-Frente Nacional). Неудивительно, что ДРС выступила на выборах не очень удачно. Лидер партии Ховита Вильяальба, даже получив поддержку от Социалистической партии Венесуэлы и Независимого национального движения избирателей, занял лишь третье место на выборах президента, получив 18,89 % голосов. На выборах в Конгресс за ДРС отдали свои голоса 17,38 % избирателей, что позволило партии завоевать 29 мест в Палате депутатов из 179 и 7 в Сенате из 47. Таким образом, ДРС на выборах уступил не только ДД, но и КОПЕЙ, став третьей партией страны.
Новый президент Рауль Леони, пытаясь стабилизировать ситуацию в Венесуэле, предложил крупнейшим партиям страны сформировать коалиционное правительство на основе соглашения под названием «Широкая база». Пакт был подписан 5 ноября 1964 года. В соответствии с договорённостью представители ДРС заняли посты министров общественных работ, труда, связи, здравоохранения и социального обеспечения, кроме того, член партии Алирио Угарте Пелайо был избран Председателем Палаты депутатов.
Участие ДРС в правительстве Леони вызвало неоднозначную реакцию в партии. В 1964 году из ДРС за критику «Широкой базы» были исключены Хосе Висенте Ранхель, Луис Микилена и Хосе Эррера, отказавшиеся поддержать правительство Леони. Исключённые создали собственную партию Народный националистический авангард (исп. Vanguardia Popular Nacionalista, VPN). В 1965 году ситуация ухудшилась, когда партию покинули часть левых диссидентов и присоединились к Революционной партии национальной интеграции (исп. Partido Revolucionario de Integración Nacionalista, PRIN). В 1966 году группа боевиков-урредистас во главе с Алирио Угарте Пелайо из штата Арагуа основали свою партию Независимое демократическое движение (исп. Movimiento Democrático Independiente, MDI). В сложившихся условиях, опасаясь растерять поддержку оставшихся сторонников, в апреле 1968 года ДРС решает выйти из соглашения, чтобы начать собственную избирательную кампанию на всеобщих выборах, которые должны были пройти в этом году.

### Время коалиций
Столкнувшись с растущей угрозой маргинализации ДРС и создания в Венесуэле двухпартийной системы, в рамках которой страной будут поочерёдно управлять ДД и КОПЕЙ, руководство партии решает создать широкую коалицию. ДРС выдвигает на пост президента Мигеля Анхеля Бурелли Риваса, создав в его поддержку коалицию Фронт за победу (исп. Frente de La Victoria) с целью объединить все силы, не желавшие формирования двухпартийной системы. В новое объединение помимо урредистас вошли Национальный демократический фронт (исп. Frente Nacional Democrático, NDF, ранее Независимые за национальный фронт), Народная демократическая сила и Независимое национальное избирательное движение. Кандидату Фронта за победу удалось получить 22,22 % голосов, но в итоге он занял лишь третье место, пропустив вперёд Рафаэля Кальдеру от КОПЕЙ и Гонсало Барриоса от ДД. На выборах в Конгресс ДРС, выступавший на этом фронте в одиночку, занял лишь пятое место, потеряв более трети мест в Палате депутатов и более половины сенаторских мандатов.
В 1970 году ДРС решает сделать ставку на идее национализации нефтяной промышленности. Партию возглавил Леонардо Монтьель Ортега, обвинивший транснациональные нефтяные компании в попытке оказывать давление на правительство Венесуэлы, уменьшая добычу нефти. Эта политика позволила ДРС сблизиться с левым Народным избирательным движением (НИД), третьей партией по итогам выборов в Национальный конгресс.
В 1972 году ДРС начинает серию переговоров с НИД, а затем и с Компартией, чтобы сформировать коалицию для участия во всеобщих выборах 1973 года. К середине года сторонам переговоров удалось договориться о создании Народного националистического фронта (исп. Frente Nacionalista Popular), также известный как Новая сила (исп. Nueva Fuerza). Участники фронта решили в случае своей победы создать правительство национального единства, национализировать железорудную и нефтяную отрасли, банки, электроэнергетику и латифундии, а также осуществить план широкомасштабного строительства дешёвого жилья. В дальнейшем возникли разногласия относительно кандидатуры на президентских выборов 1973 года. ДРС предложил выдвинуть от Новой силы Вильяальбу, а НИД Хесуса Анхеля Паса Галаррагу. Не сумев договориться, ДРС решил участвовать в выборах самостоятельно.
Всеобщие выборы 1973 года для ДРС завершились провалом. Вильяальба сумел набрать всего лишь 3,07 % голосов избирателей, заняв пятое место. По итогам выборов в созыве Конгресс партия недосчиталась двух третей мест в Палате депутатов и Сенате.
В 1970-х годах ДРС пережил ещё один раскол. бывший лидер партии Леонардо Монтьель Ортега покинул её, возглавив новую организацию — Движение национального возрождения (исп. Movimiento Renovación Nacional, Morena). Новая партия не смогла в дальнейшем добиться успеха, но очередной раскол ещё больше подорвал позиции ДРС.

### Коалиции с КОПЕЙ и ДД
Готовясь к выборам 1978 года ДРС начал переговоры с социал-христианской партией КОПЕЙ, предложив поддержать на президентских выборах кандидата этой партии Луиса Эррера Кампинса. За это Социал-христианская партия должна была гарантировать ДРС 2 места в Сенате и 5 в Палате депутатов. Всеобщие выборы 1978 года завершились избранием Эррера Кампинса на пост президента. На выборах в Конгресс ДРС сумел, выступая самостоятельно, получить 3 места в Палате депутатов, ещё 5 депутатов, а также 2 сенатора от ДРС были избраны по спискам КОПЕЙ.
На президентских выборах 1983 ДРС заключила альянс с аналогичными условиями с конкурентами КОПЕЙ, партией Демократического действия. На этих выборах партия также смогла самостоятельно провести 3 человек в Палату депутатов.

### Автономия и коалиции
В 1988 году ДРС решила отойти от своей прежней политики коалиций и выдвинула на пост президента Исмению Вильяальбу, супругу Ховито Вильяальбы, бывшего советника и бывшего депутат от штата Нуэва-Эспарта. Исмения Вильяальба стала первой женщиной, баллотировавшейся в президенты Венесуэле, впрочем этот факт ей не сильно помог. Она смогла получить всего 0,84 % голосов. На выборах в национальный конгресс ДРС также выступил неудачно, завоевав всего 2 места в Палате депутатов.
Серьёзный экономический и политический кризис 1980-х—1990-х годов, усугублённый обвинениями в коррупции в адрес двух президентов подряд, привёл к крушению пакта Пунто Фихо, который длительное время способствовал сохранению политической стабильности в Венесуэле. Вместе с пактом рухнула и двухпартийная система, сложившаяся в конце 1960-х годов. Для ведущих партий Венесуэлы ситуация осложнилась новыми расколами. В этих условиях победу на президентских выборах одержал бывший лидер КОПЕЙ Рафаэль Кальдера, выдвинутый своей новой партией, Национальная конвергенция. В поддержку Кальдеры сложилась коалиция 17 малых левых и центристских партий, третьей по величине партией в этом союзе была ДРС. На выборах в Конгресс партия провалилась, не сумев набрать даже одного процента голосов и впервые в своей истории оставшись без депутатских мандатов.
На президентских выборах в 1998 году ДРС решила поддержать кандидата Демократического действия Луиса Альфаро Усеро. Даже когда резкий рост популярности левого популиста Уго Чавеса заставил ДД отозвать свою поддержку Альфаро Усеро, сделав ставку на более популярного политика урредистас продолжили поддерживать Усеро, что впрочем ему не помогло. Выборы для кандидата ДРС завершились с самым низким итогом голосования за всю историю партии, всего 0,42 %. Зато партия смогла провести одного своего кандидата в палату депутатов.

### В оппозиции Чавесу
С 1998 года ДРС был в оппозиции к режиму Уго Чавеса и его преемника Николаса Мадуро.
В 1999 году ДРС провалилась на выборах в Конституционную ассамблею, оставшись без мандатов.
Во всеобщих выборах 2000 года ДРС не стала выдвигать своих кандидатов ни на пост президента, ни в однопалатную Национальную ассамблею.
В 2002 году партия присоединилась к коалиции 20 политических партий, а также общественных объединений и неправительственных организаций, находившихся в оппозиции к администрации Уго Чавеса «Демократической координатор» (исп. Coordinadora Democrática, CD). Не добившись успеха, коалиция распалась в 2004 году из-за внутренних разногласий и противоречий, обострившихся после поражения оппозиции на референдуме об отзыве президента Чавеса в августе того же года.
В 2005 году ДРС последовала примеру ведущих оппозиционных партий, решив бойкотировать парламентские выборы.
На президентских выборах 2006 года урредистас поддержали кандидатуру губернатора штата Сулия Мануэля Росалеса, лидера партии «Новое время», которого поддержали более 40 оппозиционных партий.
В 2007 году ДРС выступила против проекта конституционной реформы, предложенной президентом Уго Чавесом. Партия присоединилась к блоку «Нет» (исп. Bloque del No), созданному оппозиционными партиями, чтобы совместно добиться отклонения проекта изменений в основной закон страны, значительно расширяющих полномочия президента. В декабре того же года референдум завершился победой оппозици.
23 января 2008 года девять оппозиционных партий подписали Соглашение национального единства с целью совместно участвовать в региональных выборах 2008 года. 27 февраля того же года к коалиции «Национальное единение» (исп. Unidad Nacional, ныне Круглый стол демократического единства — исп. Mesa de la Unidad Democrática, MUD) присоединились ещё восемь партий, включая ДРС.
7 февраля 2015 года руководство ДРС приняло решение выйти из состава блока «Круглый стол демократического единства». Позднее партия вошла в состав коалиции «Великий национальный альянс Альтернатива» (исп. Gran Alianza Nacional Alternativa).

## Результаты выборов
| Год  | Выборы                    | Кандидат                    | Голоса  | Проценты | Сенаторы | Депутаты |
| ---- | ------------------------- | --------------------------- | ------- | -------- | -------- | -------- |
| 1946 | Конституционная ассамблея | н/д                         | н/д     | н/д      | —        | 2        |
| 1947 | Всеобщие выборы           | Нет                         | —       | —        | 1        | 4        |
| 1952 | Конституционная ассамблея | н/д                         | н/д     | н/д      | н/д      | 29       |
| 1958 | Всеобщие выборы           | Вольфганг Ларрасабаль       | 903 479 | 34,61 %  | 30       | 11       |
| 1963 | Всеобщие выборы           | Ховита Вильяальба           | 551 266 | 18,89 %  | 7        | 29       |
| 1968 | Всеобщие выборы           | Мигель Анхель Бурелли Ривас | 439 642 | 11,82 %  | 3        | 17       |
| 1973 | Всеобщие выборы           | Ховита Вильяальба           | 134 478 | 3,07 %   | 1        | 5        |
| 1978 | Всеобщие выборы           | Луис Эррера Кампинс         | 56 920  | 1,07 %   | 0        | 3        |
| 1983 | Всеобщие выборы           | Хайме Лусинчи               | 86 408  | 1,30 %   | 0        | 3        |
| 1988 | Всеобщие выборы           | Исмения Вильяальба          | 50 640  | 0,69 %   | 0        | 2        |
| 1993 | Всеобщие выборы           | Рафаэль Кальдера            | 32 916  | 0,59 %   | 0        | 1        |
| 1998 | Всеобщие выборы           | Луис Альфаро Усеро          | 47 000  | 0,45 %   | 0        | 1        |
| 1999 | Конституционная ассамблея | н/д                         | н/д     | н/д      | н/д      | 0        |
| 2000 | Всеобщие выборы           | Нет                         | —       | —        | —        | 0        |
| 2005 | Парламент                 | —                           | Нет     | Нет      | Нет      | Нет      |
| 2006 | Президент                 | Мануэль Росалес             | 84 690  | 0,72 %   | —        | —        |